# Tevfik Sırrı Gür Stadyumu
Tevfik Sırrı Gür Stadyumu – nieistniejący już wielofunkcyjny stadion w Mersinie, w Turcji. Istniał w latach 1951–2018. Mógł pomieścić 10 128 widzów. Swoje spotkania rozgrywali na nim piłkarze klubu Mersin İdman Yurdu.

## Historia
Stadion powstał w latach 1946–1951. Obiekt od początku swego istnienia służył jako arena domowa piłkarzy klubu Mersin İdman Yurdu. W 1967 roku klub ten po raz pierwszy awansował do Süper Lig; ogółem w trakcie gry na tym stadionie klub rozegrał 13 sezonów w najwyższej klasie rozgrywkowej. Drużyna rozegrała na obiekcie również jedno spotkanie w ramach Pucharu Zdobywców Pucharów, 14 września 1983 roku przeciwko Spartakowi Warna (0:0).
W 2005 roku na stadionie zainstalowano pierwsze plastikowe krzesełka. W 2011 roku dokonano gruntownej modernizacji obiektu, w trakcie której m.in. zadaszono wszystkie trybuny i zainstalowano maszty oświetleniowe. Pojemność areny po modernizacji ustaliła się na poziomie 10 128 widzów.
Na stadionie wielokrotnie grywały tureckie reprezentacje młodzieżowe, ponadto jeden mecz (w ramach el. do ME) rozegrała na nim kobieca reprezentacja Turcji, 18 listopada 2006 roku przeciwko Irlandii Północnej (1:0), a jeden mecz towarzyski rozegrała tutaj także męska reprezentacja Turcji, 19 listopada 2013 roku z Białorusią (2:1). W 2013 roku na stadionie odbyło się część spotkań (w tym finał) turnieju piłki nożnej rozgrywanego w ramach 17. Igrzysk Śródziemnomorskich. Obiekt służył również innym imprezom, w tym pozasportowym, np. uroczystościom związanym z obchodami świąt państwowych. W 2014 roku Mersin İdman Yurdu przeniósł się na nowo wybudowaną Mersin Arenę, która powstała na obrzeżach miasta. Jesienią 2018 roku przystąpiono do rozbiórki starego stadionu; następnie w jego miejscu utworzono park.
Obiekt nosił imię Tevfika Sırrı Güra, byłego gubernatora Mersinu, zasłużonego dla budowy stadionu.